# 杜格尔德·斯图尔特
杜格尔德·斯图尔特 FRSE，FRS（Dugald Stewart /ˈdjuːɡəld/；1753年11月22日—1828年6月11日）是一位苏格兰伦理学家，爱丁堡大学教授，苏格兰启蒙运动重要人物，推广了弗朗西斯·哈奇森和亚当·斯密作的学说。在当代文献中，他多称为道格尔·斯图尔特教授（Prof Dougal Stewart）。

## 生平
他是爱丁堡大学数学教授马修·斯图尔特的儿子，出生于老学院父亲的宿舍。母亲是玛乔丽·斯图尔特是其父的表亲。
他就读于爱丁堡高中和爱丁堡大学，在爱丁堡大学师从亚当·福格森学习数学和伦理学。1771年，为了获得斯内尔奖学金（Snell Exhibition，赞助格拉斯哥大学学生前往牛津大学读书），他前往格拉斯哥大學，师从托马斯·里德，他的理论也主要受里德影响。在格拉斯哥，斯图尔特与阿奇博尔德·艾利森住在一起，成为好友。
19岁时，其父健康状况不佳，要求他回爱丁堡大学读数学。1775年，杜格尔德与他的父亲一起当选数学教授。三年后，因福格森前往美洲殖民地工作，推荐斯图尔特在1778年至1779年替他讲伦理课。
和他的父亲一样，他也是一名苏格兰共济会成员，1775年12月4日入会。
1785年，斯图尔特接替福格森担任伦理学教授，之后任职长达25年。英格兰、欧洲和美国的年轻人都被他吸引而来，培养出不少学生，玛利亚·埃奇沃思和伊丽莎白·汉密尔顿也受他影响。
1788年和1789年的夏，斯图尔特在法国度过，在那里遇到了让-巴蒂斯特-安托万·苏阿德等，并开始同情革命运动。
1800年至1801年，斯图尔特为本科生讲授政治经济学课程。斯图尔特认同亚当·斯密，也是斯密的第一位传记作者。

## 家庭

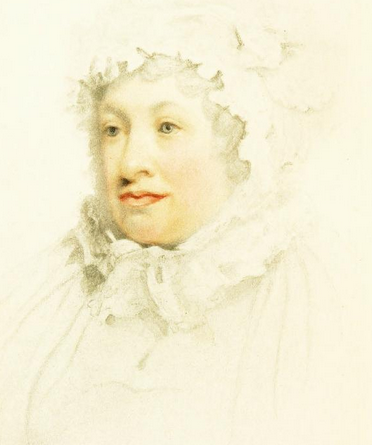
第二位妻子海伦

1783年，斯图尔特与远房表亲海伦·班纳蒂恩（Helen Bannatyne）结婚，妻子于1787年去世，两人育有独生子马修。1790年，他与海伦·达西·克兰斯顿（Helen D'Arcy Cranstoun）结婚。他的第二任妻子出身名门，多才多艺，他也乐于接受妻子对自己作品的批评。两人育有一子一女。

## 头衔
1791年，他当选为美國哲學學會会员，1814年6月当选皇家学会院士，1817年当选美国文理科学院外籍荣誉院士。

## 晚年

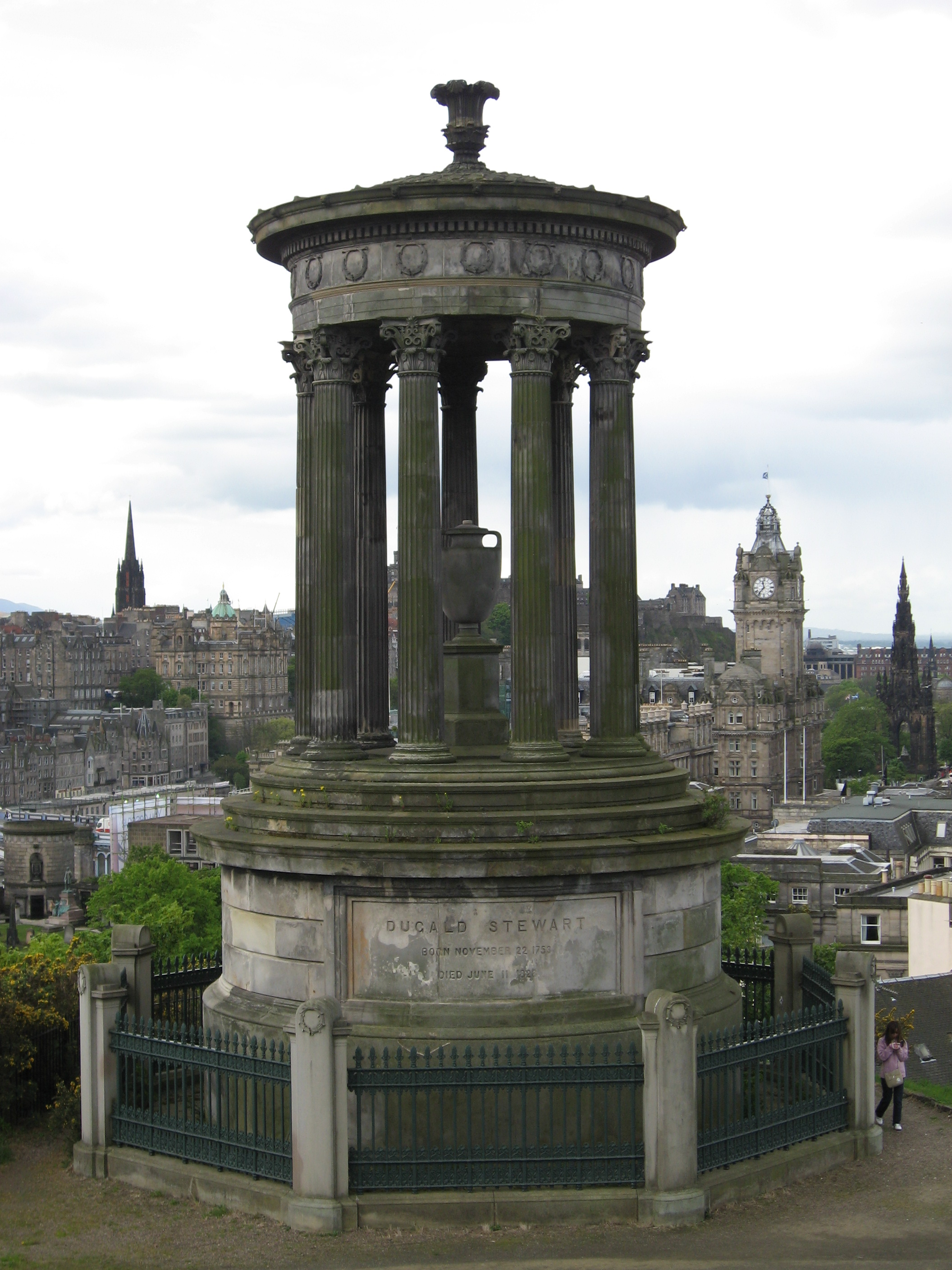
杜格尔德·斯图尔特纪念亭

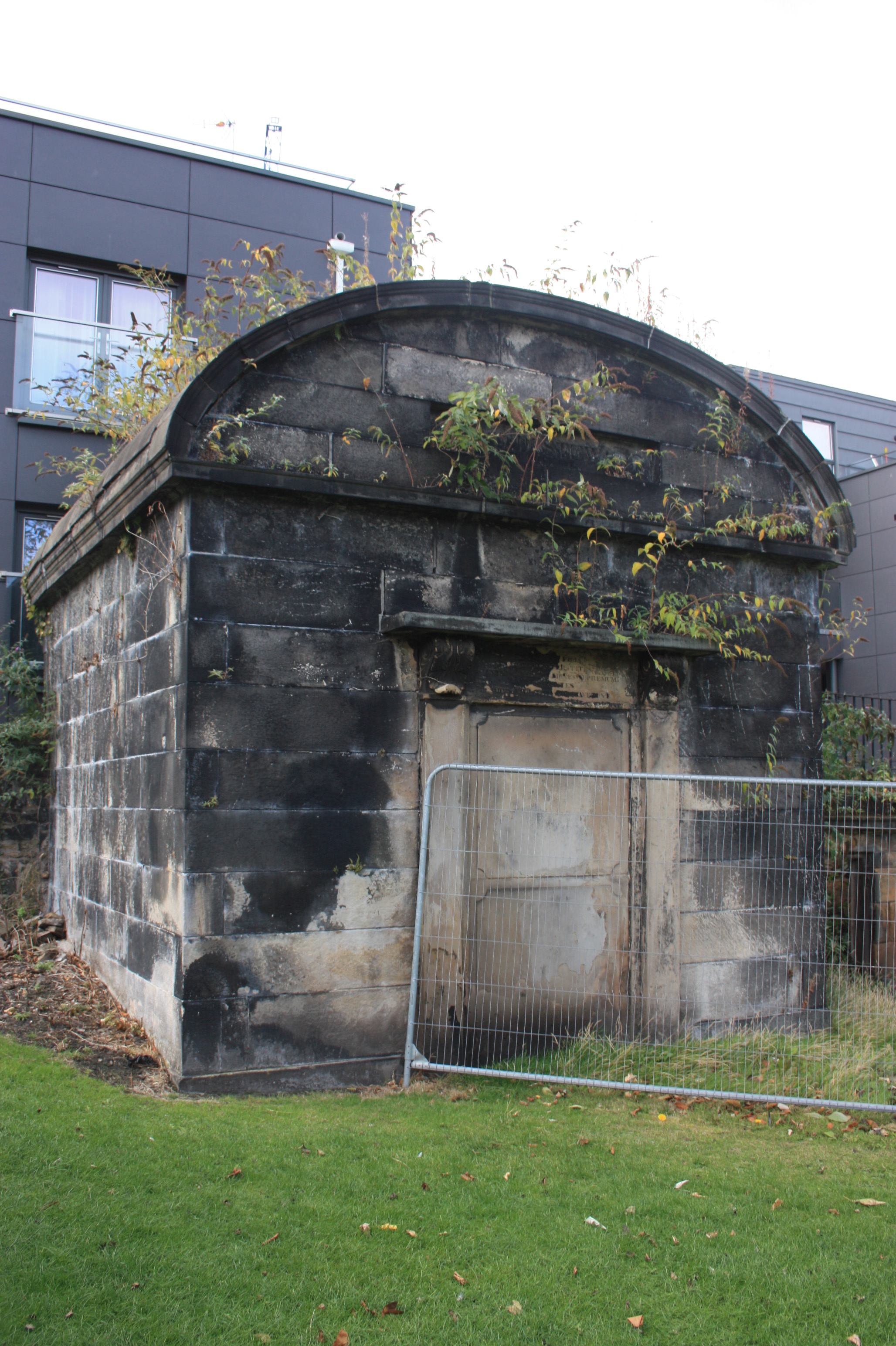
杜格尔德·斯图尔特墓

1806年，斯图尔特获得《爱丁堡公报》名义撰稿人职位，这代替他的养老金每年付给他300英镑。他和第二任妻子所生的儿子在1809年去世，他精神大受打击，因此推荐托马斯·布朗接替了他的位置。1809年起，斯图尔特主要住在博内斯汉密尔顿公爵的金尼尔庄园（Kinneil House）。
1828年6月11日，他在爱丁堡去世，葬在靠近他爱丁堡住所的修士門教堂墓地。
1831年，爱丁堡在卡尔顿山为他竖立了一座纪念亭，由威廉·亨利·普莱费尔设计，它在城市天际线上占据制高点，成为了地标。

## 影响
“苏格兰哲学”在他的推动下于19世纪初成为欧洲前沿学科，学生包括亨利·坦普爾、沃尔特·司各特、弗朗西斯·杰弗里、亨利·托马斯·科伯恩、弗朗西斯·霍纳、西德尼·史密斯、约翰·威廉·沃德、布鲁厄姆勋爵、托马斯·布朗、亨利·布魯厄姆、詹姆斯·穆勒、詹姆斯·麦金托什和阿奇博尔德·艾利森等。
斯图尔特秉承里德的学说，相信苏格兰常识现实主义， 因此受到詹姆斯·穆勒和约翰·斯图尔特·密尔批评。他融合了温和经验主义和法国思想家拉罗米吉埃、卡巴尼斯和安托万·德斯蒂·德·特拉西的学说，反对本体论和孔狄亚克的感觉论。